# یجو سوبا رائو
یجو سوبا رائو (انگلیسی: Yejju Subba Rao) بازیکن والیبال اهل هند که در حال حاضر عضو تیم اون جی سی است. یجو تا سال ۲۰۱۰ عضو تیم ملی هند بود. او در سال ۲۰۰۳ به عنوان باارزش ترین بازیکن قهرمانی آسیا دست یافت و در سال ۲۰۰۵ به عنوان بهترین مدافع میانی قهرمانی آسیا انتخاب شد.